# Cubaemyiopsis trinitatis
Cubaemyiopsis trinitatis là một loài ruồi trong họ Tachinidae.